# Bumpa
Bumpa significa vaso.

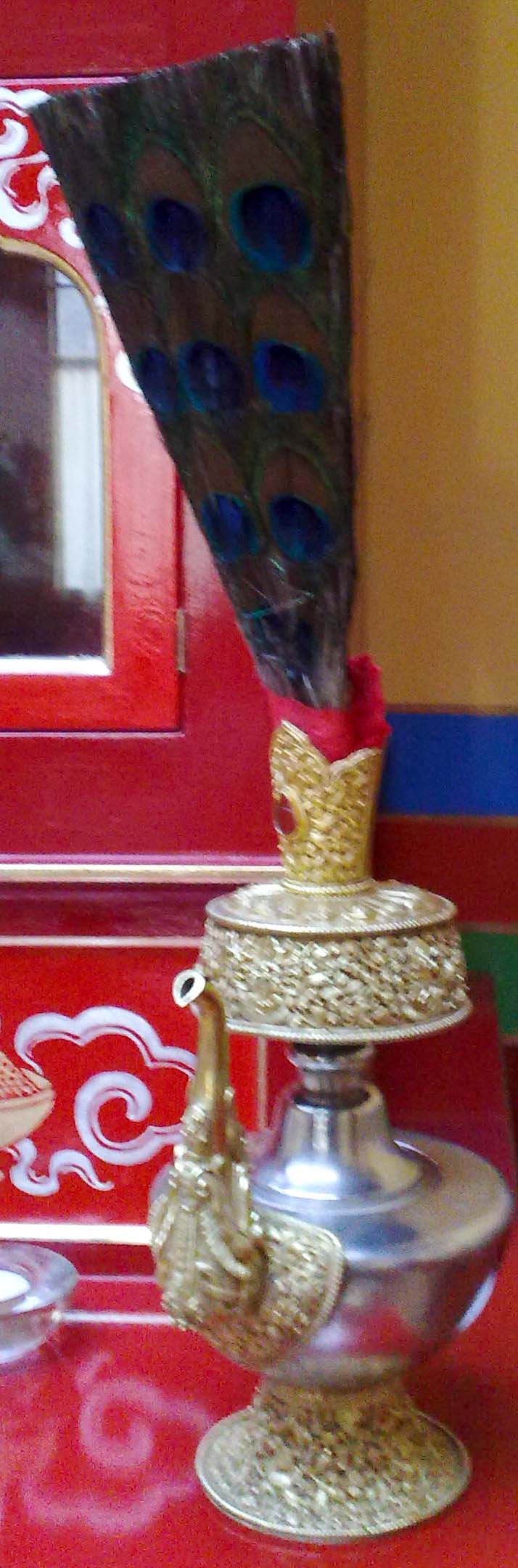
Bumpa com néctar para rituais.

Podem ser confeccionados por Mestres budistas para beneficiar os seres a quem são oferecidos, ao ser humano que os oferecem e para o equilíbrio do ambiente.
Os Bumpas cheios de néctar são usados por praticantes iniciados em conhecimentos tântricos.
Há bumpas para serem oferecidos à Tara Verde ou aos Nagas, entre outros.